# 杨钦典
杨钦典（1918年—2007年11月17日），是中华民国国防部保密局下属之交通部交通警察总局的白公馆看守班班长，于1949年11月27日的重庆一一·二七大屠杀中释放了白公馆内的全部19名被关押者。

## 经历

### 早年
1918年，杨钦典出生于河南省郾城县大刘镇周庄村的一户贫苦农家。
1940年4月，为了躲避国民政府因中国抗日战争而进行的抓壮丁行动，杨钦典考入胡宗南所办的西安军校七分校教导团。1942年，杨钦典成为了国民革命军第三十七集团军的一名骑兵，期间因为身材高大而被蔣中正挑选为警卫团的警卫，10月，杨钦典进入中华民国国防部保密局下属的交通部交通警察总局特务队担任班长，并自西安调防四川，在抗战和第二次国共内战期间一度担任宋子文、孔祥熙等政要的警卫。

### 协助被关押者越狱
1948年，杨钦典被调职到白公馆担任看守班班长。在看守被关押者期间，杨钦典长期接受宋绮云、许晓轩、陈然、罗广斌等人的统战工作，心中渐渐认可了中国共产党的价值观，并对被关押者产生了同情之心，被关押者称杨钦典为“尚未烂到心肺的看守”。
1949年9月6日，杨虎城及其秘书宋绮云等6人被处决于松林坡，杨钦典参与了处决行动。行刑期间白公馆看守长杨进兴要求杨钦典处决宋绮云8岁的儿子宋振中，老实巴交的杨钦典从未杀过人，他手忙脚乱地模仿其他特务的动作，试图将宋振中掐死，但因紧张加上下不了手久久不能成功，后杨进兴出面干涉将宋振中捅死，并骂杨钦典是废物。经过此次行动后，杨钦典心中对被关押者充满了愧疚，并成为其后来协助被关押者越狱的关键动机。
1949年11月27日，由于渣滓洞方面的集中处决缺少人手，西南长官公署二处雷天元便带领大多数行刑者前往协助，将将寄押在白公馆的19名被关押者交看守长杨进兴全权处理，杨进兴便叫来杨钦典，命令他一人留下继续看守二处寄押的人犯，自己则带领一帮亲信离开了白公馆回到了重庆市区。关键时刻，杨钦典丢下牢中的关押者走出大门，落上铁锁，弃狱出走，出现了“大屠杀之夜”白公馆牢狱一个多小时无人看管的状态。而后杨钦典遇见了白公馆伙房杂工李育生，对方要求杨钦典释放关押者。回到看守所后，罗广斌等关押者乘机给杨钦典做工作，劝他不要跟特务部队走，把这19个人救出去以向共产党立功赎罪，共产党人问及时保证为他证明，并为他解决工作。经过思想斗争，杨钦典最终把门锁打开，但未取下。为了稳妥起见，杨钦典与罗广斌约好，他和李育生先上楼观察动静，看警卫部队是否撤走，如果撤光了，就在楼板上跺脚三下为信号，下面的人听到信号就把锁取下跑出去。在收到上方确认警卫部队全部撤走的消息后，罗广斌把突围的路线告诉大家，并按身体强弱搭配，分编小组，而后指定周居正、李荫枫上楼照顾郭德贤母子三人，之后一齐逃出了白公馆。杨钦典和多数被关押者一道于歌乐山上隐蔽了起来。
中国人民解放军攻占重庆后，杨钦典前往当地公安机关自首。政府根据罗广斌等人的证言，证实其在关键时刻“将功补过”，对其宽大处理不予追究，还准备把他安排在重庆市公安局工作。但杨钦典表示想家，政府最终根据他的意愿，给他发了路费，让他平安地离开了重庆市。

### 晚年
文革中，重庆市公安局宣布“逮捕国民党特务杨钦典”，杨钦典因历史问题被判刑20年，关押在四川省第一看守所；杨钦典被捕期间，大儿子杨存良因为家里出了个“特务”父亲受到牵连，所担任的生产队会计一职被撤销。杨钦典的妻子因为思夫心切，于1977年因病逝世。1982年，重庆市中级人民法院重审查明：杨钦典在解放前任白公馆看守员期间犯有严重的罪行，但在解放前夕的重庆一一·二七大屠杀中，他「亲自放出革命志士10余人，有立功表现」，对其逮捕判刑予以纠正，撤销判决，对杨钦典不予追究。杨钦典因此得以回到河南老家务农。
1998年开始，杨钦典先后在孙子等亲属的陪同下，六次奔赴重庆，回到歌乐山革命纪念馆「缅怀先烈」。
2004年11月27日晚，在白公馆和渣滓洞，重庆市为「『11·27大屠杀』殉难烈士」举行「盛大而隆重」的悼念活动，杨钦典参与了悼念活动。他蹲在墓碑前，哭着为「革命烈士」焚烧冥钞。
2006年4月，杨虎城的孙子杨瀚专程来到河南省漯河市与杨钦典见面。在与杨瀚交谈期间，杨钦典泣不成声，感谢杨瀚能够专程来看望他，并对当年「杀害革命烈士」的行为道歉，而杨瀚也对杨钦典表达了同情：“其实，他也挺可怜，也是时代的受害者！”
2007年11月17日，杨钦典在老家河南省漯河市源汇区大刘镇周庄村逝世，享年89岁。